# Morelia kinghorni
Morelia kinghorni là một loài rắn trong họ Pythonidae. Loài này được Stull mô tả khoa học đầu tiên năm 1933.

## Hình ảnh

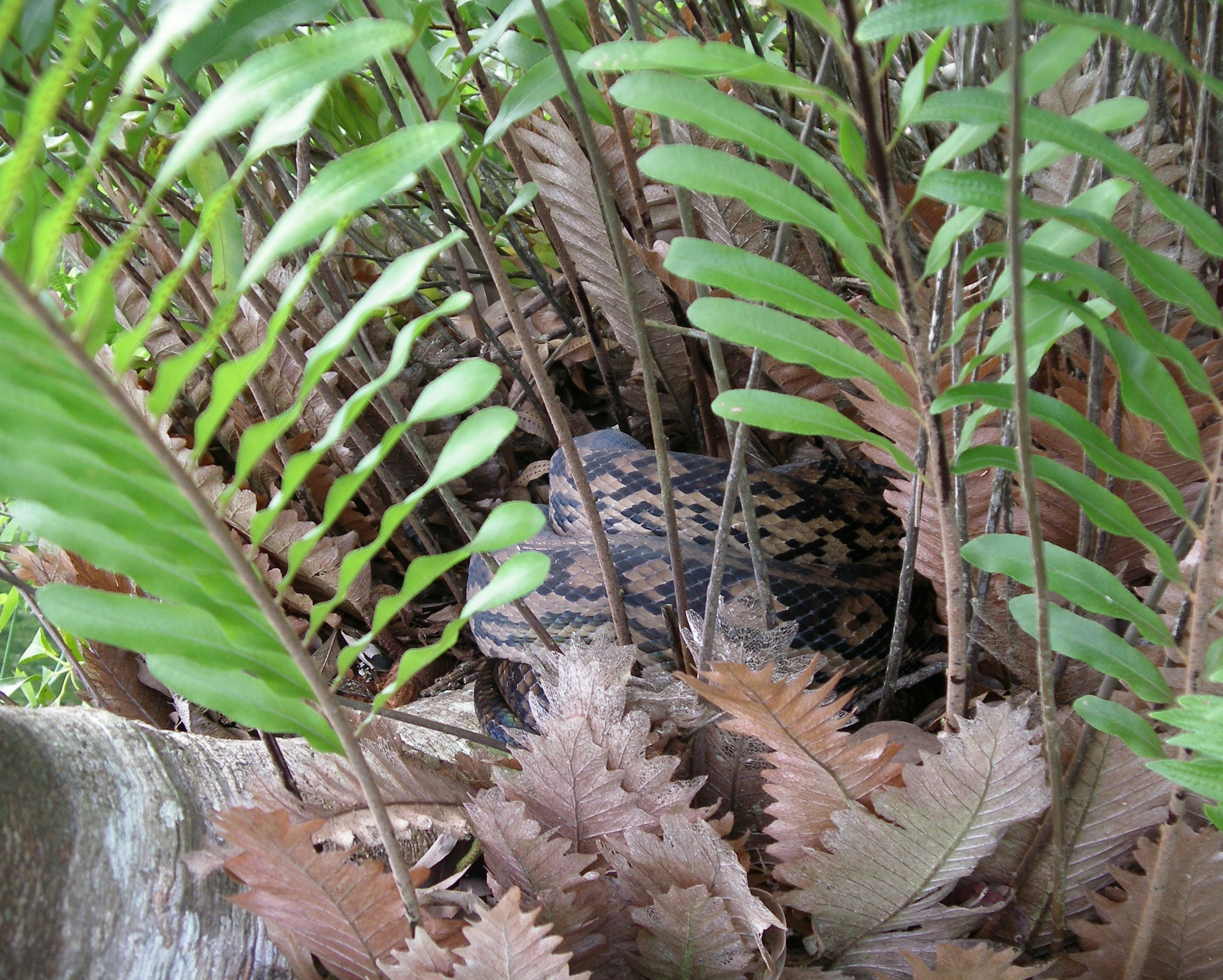
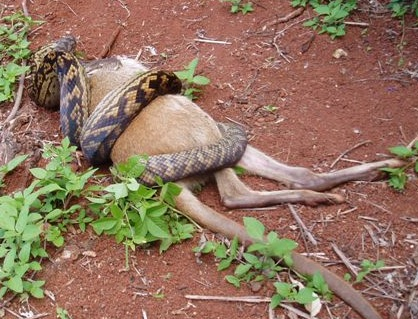
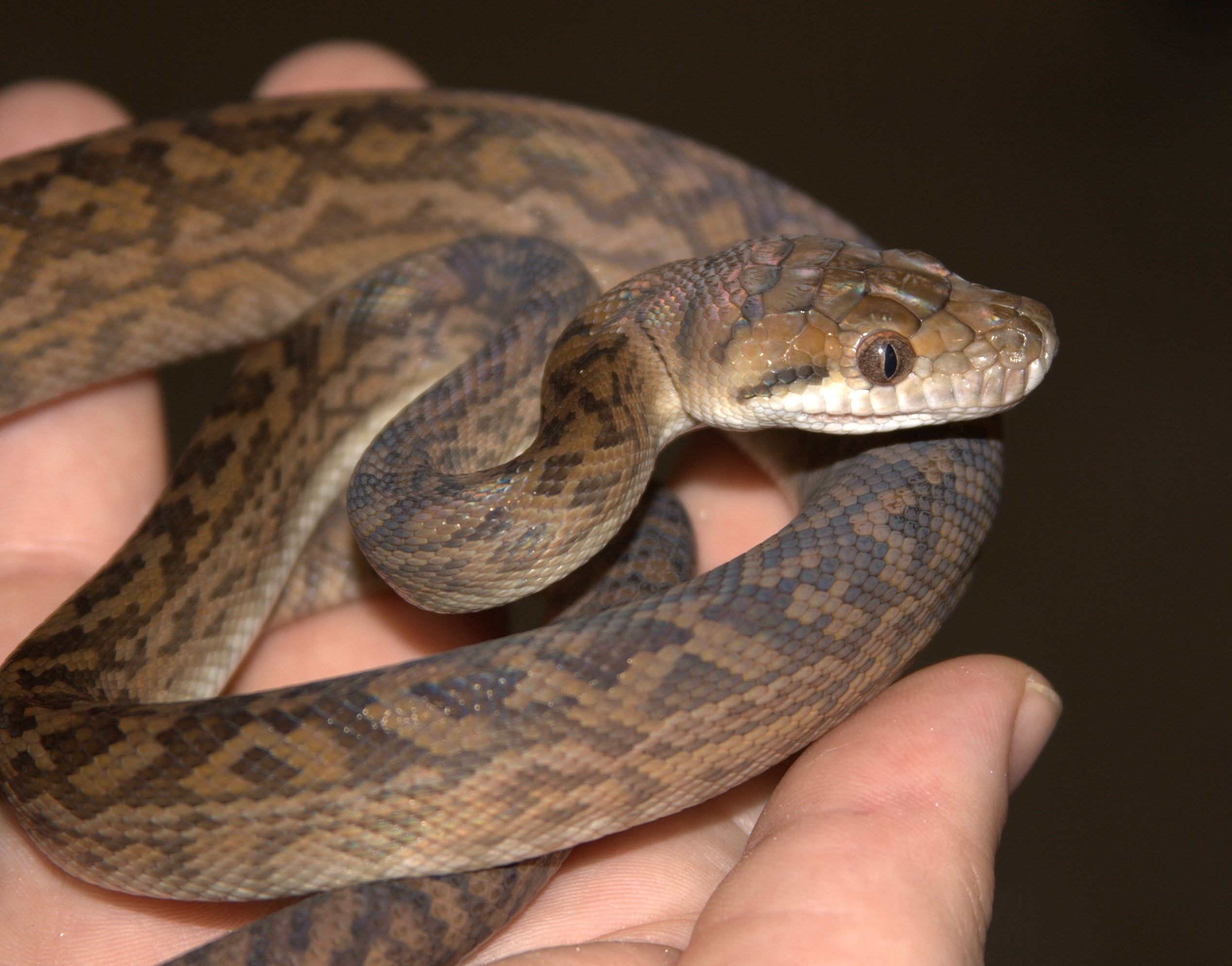
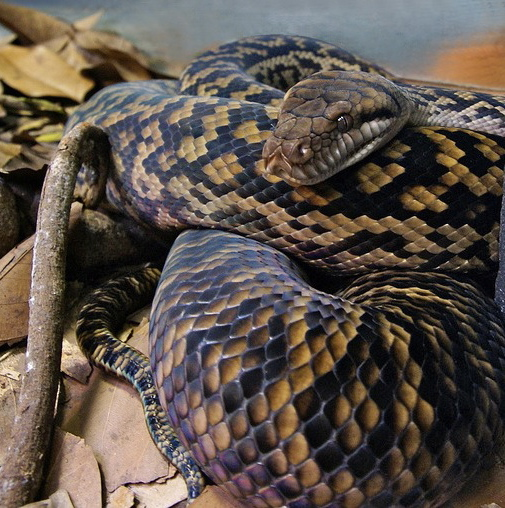